# هوارد بيرنس
هوارد بيرنس (بالإنجليزية: Howard Behrens)‏ هو رسام أمريكي، ولد في 20 أغسطس 1933 في شيكاغو في الولايات المتحدة، وتوفي في 14 أبريل 2014 في بوتوماك في الولايات المتحدة.